# OCEANUS
OCEANUS (Origins and Composition of the Exoplanet Analog Uranus System) è una proposta di missione spaziale della NASA proposta all'interno del programma New Frontiers per l'esplorazione di Urano. La sonda spaziale verrebbe lanciata nel 2030, raggiungerebbe Urano nel 2041 entrando in orbita attorno al pianeta, permettendo uno studio più dettagliato di quello di Voyager 2 che effettuò soltanto un sorvolo ravvicinato.
A causa della distanza dal Sole l'opzione dei pannelli solari come fonte di energia non è possibile e l'orbiter sarebbe alimentato da tre generatori termoelettrici a radioisotopi del tipo MMRTG). Il costo stimato per la missione è di 1,2 miliardi di dollari.
A causa dello sviluppo tecnologico richiesto e delle dinamiche orbitali planetarie, il concetto suggerisce un lancio nell'agosto 2030 su un razzo Atlas V 511 e l'entrata in orbita attorno a Urano nel 2041